# Пікайзен Віктор Олександрович
Віктор Олександрович Пікайзен (15 лютого 1933, Київ — 6 липня 2023) — радянський скрипаль, лауреат міжнародних конкурсів, Народний артист РРФСР, професор Московської консерваторії.

## Біографія
Навчатися гри на скрипці почав з п'яти років. У 1939—1941 роках Віктор Пікайзен навчався у Музичній школі при Київській консерваторії. Під час війни у 1941—1944 рр. перебував в евакуації в Алма-Аті. Потім він навчався у Московській середній спеціальній музичній школі імені Гнєсіних у класі Давида Ойстраха. У Ойстраха ж Пікайзен навчався і в Московській консерваторії. А в 1960 році він закінчив аспірантуру. Він єдиний учень Ойстраха, який пройшов навчання від школи до кінця аспірантури. З початку 1960-х років Віктор Пікайзен веде активну концертну діяльність. Він один з небагатьох, хто виконав 78 разів всі капріси Паганіні на різних концертах. Останній був у 2004 році в Мілані з великим успіхом. Виступає дотепер.
Віктор Пікайзен — володар других премій на конкурсах у Празі (1949), Парижі (1957), Москві (Конкурс імені Чайковського, 1958), переможець конкурсу імені Паганіні в 1965 році. З 1966 по 1986 і з 2006 по 2016 викладав у Московській консерваторії, з 1993 р. — професор Державної консерваторії в Анкарі (Туреччина). Також викладав на кафедрі скрипки у Московському державному інституті музики ім. А. Г. Шнітке і центральної музичної школи при Московській консерваторії. Запрошується до журі різних конкурсів.
Серед учнів: К. Блезань (ПНР), А. Ганс (Франція), Б. Котмел (Чехія), В. Сєдов, Ю. Ревич, Н.Цінман, Т.Мартинова.

## Творчість
Виконання Пікайзена відрізняється високою технікою і благородством стилю. Особливу популярність отримали його виконання творів для скрипки соло Йоганна Баха та Нікколо Паганіні. До його репертуару входять класичні концерти для скрипки і твори сучасних авторів — Бела Бартока, Арама Хачатуряна, Мечислава Вайнберга та інших. Віктору Пікайзену присвячений один з найбільш значущих у музиці XX століття — Скрипковий концерт Бориса Чайковського, прем'єра якого відбулася у Великому залі Московської консерваторії 25 квітня 1970 року (диригент К. Кондрашин).